# Photinus signaticollis
Photinus signaticollis és una espècie de coleòpter de la família Lampyridae originària d'Argentina i Uruguai. En 2018 l'espècie va ser observada al nord-est de la península Ibèrica, sent descrita com una nova espècie, Photinus immigrans. No obstant això, el 2022 es va comprovar que la població de la península ibèrica corresponia a l'espècie Photinus signaticollis, prèviament descrita.

## Expansió a Europa
S'estima que la introducció de Photinus signaticollis a la península ibèrica podria haver-se produït el 2016 a la província de Girona. L'expansió de l'espècie és molt ràpida i el 2020 ja havia arribat a França. Aquesta velocitat de dispersió podria ser perquè les femelles també poden volar, a diferència de les cuques de llum europees. A aquest ritme d'expansió s'estima que en menys de 40 anys podria ocupar la totalitat de la França metropolitana i la península Ibèrica, per la qual cosa és possible que calguin programes de control de l'espècie per evitar posar en risc les espècies autòctones.